# Incineração
Incineração é a queima do lixo em fornos e usinas próprias. Apresenta a vantagem de reduzir bastante o volume de resíduos. Além disso, destrói os micro-organismos que causam doenças, contidos principalmente no lixo hospitalar e industrial.

## Incineração do lixo
Depois da queima, resta um material que pode ser encaminhado para aterros sanitários ou mesmo reciclado. É recomendada a reutilização racionalizada dos materiais queimados para a confecção de borracha, cerâmica e artesanato. O Obelisco de Ipanema foi realizado com entulho de concreto incinerado.
Com a incineração, é possível uma redução do volume inicial de resíduos até cerca de 90% através da combustão, as temperaturas que se elevam a mais de 900°C. Por isso, tem vindo a ser implementado em zonas de grande produção de lixo. No entanto, certos resíduos liberam gases tóxicos aos serem queimados. Nesses casos, para evitar a poluição do ar, é necessário instalar filtros e equipamentos especiais – o que torna o processo mais caro.
Trata-se de um sistema útil na eliminação de resíduos combustíveis, não tendo vantagens para outros materiais como, por exemplo, vidros, metais e plásticos. Devido ao seu elevado teor em água, a matéria orgânica (que constitui cerca de 36% dos RSU) possui um baixo poder calorífico e como tal não é interessante incinerar sob o ponto de vista energético.

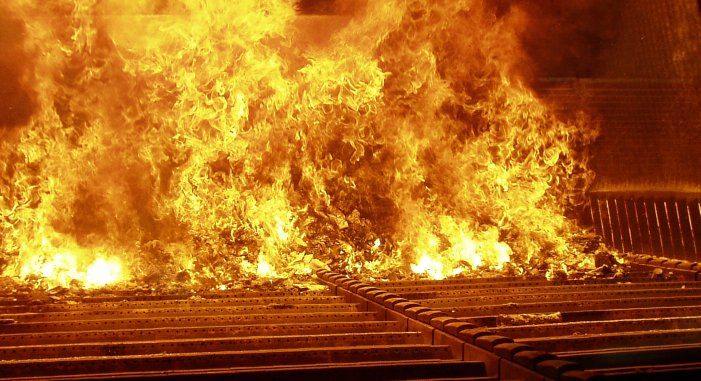
Interior de um forno de incineração.

Deste processo, resultam como produtos finais a energia térmica (que é transformada em energia elétrica ou vapor), águas residuais, gases, cinzas e escórias. Os gases resultantes da incineração têm de sofrer um tratamento posterior, uma vez que são compostos por substâncias consideradas tóxicas (chumbo, cádmio, mercúrio, cromo, arsênio, cobalto e outros metais pesados, ácido clorídrico, óxidos de azoto e dióxido de enxofre, dioxinas e furanos, clorobenzenos, clorofenóis e PCBs).
Um incinerador gera também emissões de dióxido de carbono, agente causador do efeito estufa. Como parte do processo, fazem-se necessários equipamentos de limpeza de gases, tais como precipitadores ciclônicos de partículas, precipitadores eletrostáticos e lavadores de gases.
O efluente gerado pelo arrefecimento das escórias e pela lavagem dos gases terá de sofrer um tratamento adequado uma vez que, de acordo com a legislação da União Europeia, é considerado um resíduo perigoso. Com a queima dos resíduos, é possível aproveitar energia térmica gerada transformando-a em energia elétrica, que será posteriormente "comprada" pela Rede Nacional de Distribuição. Por estes motivos, havendo assim valorização do resíduo, a Incineração surge imediatamente acima da deposição em aterro controlado, segundo a hierarquia de gestão de resíduos.

## Coincineração

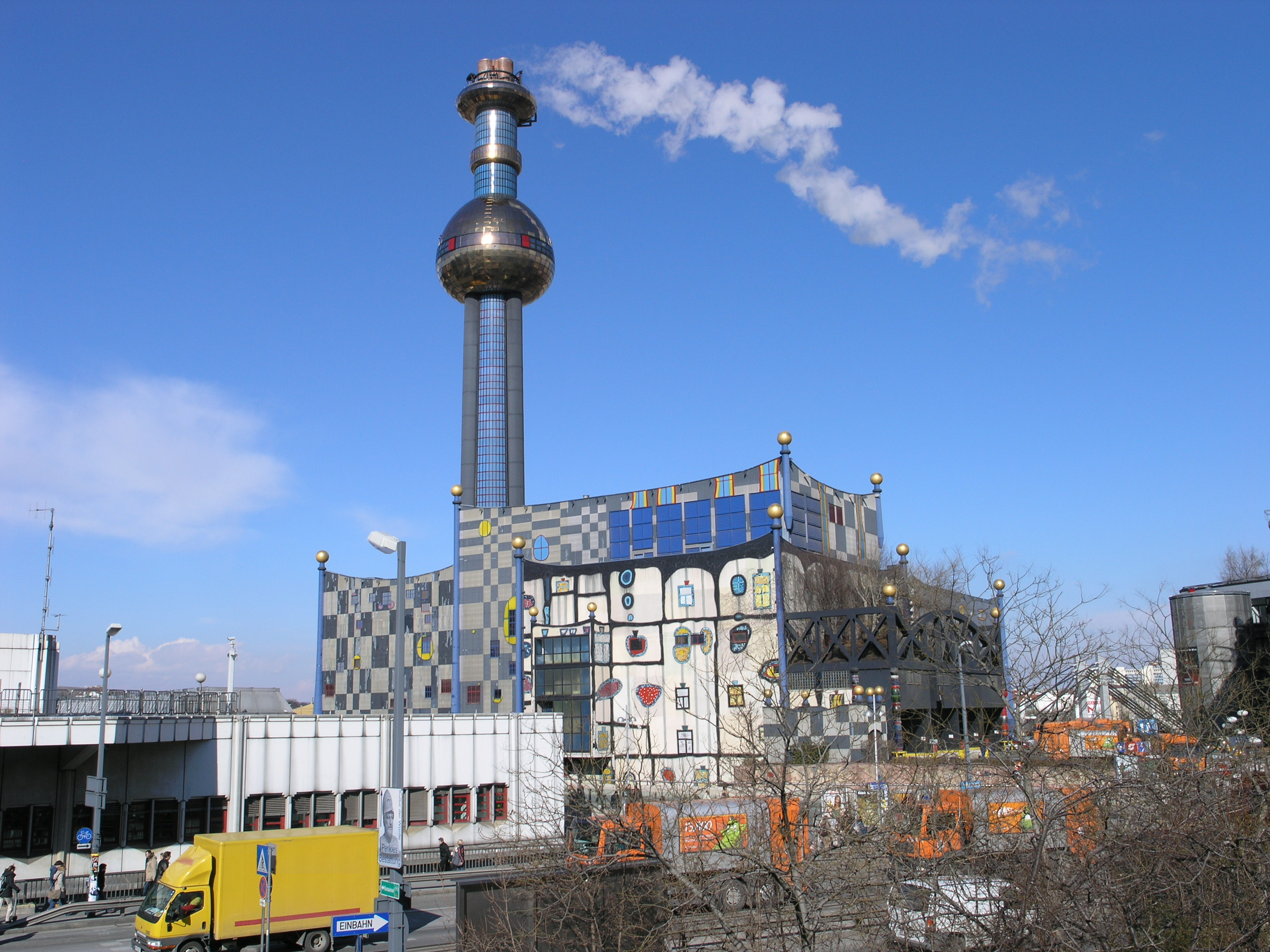
Incinerador de Viena, Áustria, ligado a uma rede de distribuição de energia térmica.

A coincineração é o processo de tratamento de resíduos que consiste na sua queima em fornos industriais, conjuntamente com os combustíveis tradicionais. Os resíduos são assim valorizados energeticamente, pois substituem parte do combustível usado no forno. Os fornos trabalhando a elevadas temperaturas das indústrias vidreira, siderúrgica e cimenteira podem ser usados para o tratamento de resíduos.

### Incineração em cimenteiras
Os fornos de cimento são os mais utilizados por permitirem atingir temperaturas muito elevadas de 2000 °C na chama do queimador principal e cerca de 1450 °C no clínquer.
Quando os resíduos contêm substâncias ambientalmente perigosas, tais como compostos aromáticos ou metais, a coincineração em fornos de cimento pode permitir evitar a contaminação do ambiente de forma segura. No caso dos compostos orgânicos (contendo átomos de carbono ou azoto), as temperaturas muito elevadas e o longo tempo de permanência no forno — 5 a 7 segundos nos grandes fornos de cimento — vão provocar a destruição dessas moléculas, originado compostos inócuos, como o anidrido carbônico.
Em contacto com os silicatos de cálcio que constituem o clinker - constituinte maioritário do cimento Portland — a maioria dos metais são incorporados na estrutura vítrea formada a alta temperatura, ficando assim inibidos de serem lixiviados pela água. São exceção os metais voláteis mercúrio, cádmio e tálio, que por não serem fixados não podem apresentar concentrações elevadas nos resíduos a coincinerar.
Os aniões enxofre, cloro e flúor combinam-se com o cálcio da pedra formando compostos estáveis,  evitando assim as emissões dos respectivos ácidos.

### Emissões perigosas
Quando a coincineração começou a ser usada nos EUA na década de 1980, os resíduos eram misturados e triturados conjuntamente com a pedra. O aquecimento era muito lento, o que originava a progressiva libertação dos compostos orgânicos voláteis, antes de atingirem os pontos mais quentes do forno. A poluição provocada era enorme. Alguns fornos, mesmo trabalhando apenas com combustíveis normais, podiam permitir a formação de dioxinas. Estes compostos ocorriam em fornos onde o despoeiramento dos gases se fazia a temperaturas bastante altas.

Estrutura molecular da TCDD, a mais tóxica das dioxinas.

Atualmente, a coincineração dos resíduos mais perigosos é feita por injeção na zona de queima, o que permite uma destruição com uma eficiência tipicamente superior ás tradicionais. O arrefecimento dos gases antes da sua chegada aos filtros permite atingir níveis mais baixos de emissão de dioxinas, independentemente do tipo de combustível usado.
A coincineração feita no respeito das boas práticas industriais é atualmente um processo seguro de valorização econômica de resíduos industriais em fim de linha, praticado há muitos anos em numerosos países europeus. As análises mostram que os incineradores podem ser considerados armas de destruição massiva provocando vários efeitos negativos na saúde humana.